# Miromantis mirandula
Miromantis mirandula är en bönsyrseart som beskrevs av John Obadiah Westwood 1889. Miromantis mirandula ingår i släktet Miromantis och familjen Iridopterygidae. Inga underarter finns listade i Catalogue of Life.